# カンザスシティ (ミズーリ州)
カンザスシティ（Kansas City）は、アメリカ合衆国ミズーリ州西部に位置する都市。市域はジャクソン郡を中心に4郡にまたがる。市はカンザス川がミズーリ川に合流する地点を中心に広がっている。人口は50万8090人（2020年）でミズーリ州最大である。ミズーリ・カンザス両州の15郡にまたがるカンザスシティ都市圏は219万2035人（2020年）の人口を抱えている。東西でセントルイスとデンバー、南北でダラスとミネアポリスのちょうど中間に位置する極めて重要なビジネス拠点かつ東西アメリカの結節点であり、主要な世界都市ランキングである「グローバリゼーションと世界都市研究ネットワーク」(GaWC)ではガンマ－の世界都市と評されるなど、アメリカ中西部有数の世界都市である。

## 概要
カンザスシティはミズーリ州側とカンザス州側の2つに分かれている。合流点以東はすべてミズーリ州となっており、以西ではミズーリ川以北がミズーリ州、以南がカンザス州となっている。市名からカンザス州側がメインとなる都市であると思われがちであるが、実際には人口が多いのも、超高層ビルが立ち並ぶダウンタウンが発展しているのもミズーリ州側である。そのため単に「カンザスシティ」と言った場合、ほとんどはミズーリ州側を指す。ミズーリ州側はKCMO、カンザス州側はKCKと略される。また単にKCと略すこともあるが、KCと略した場合カンザスシティ都市圏を指すことも少なくない。
1930年代、民主党のマシーン（利益誘導政治）のボス、トム・ペンダーガストはあらゆる面においてカンザスシティに大きな影響を及ぼした。禁酒法時代、ペンダーガストの庇護下で違法営業していたナイトクラブには演奏旅行で大陸を横断する楽団が立ち寄った。やがてカンザスシティ・ジャズが花開き、カウント・ベイシーを世に送り出し、チャーリー・パーカーを生んだ。また、ペンダーガストはハリー・S・トルーマンを支え、後に第33代大統領になる道筋を作った。一方で、カンザスシティにはギャングがはびこり、治安が悪化した。現代においても、カンザスシティの治安はあまり良くない。
カンザスシティの市内には200ヶ所以上の噴水があり、そのためFountain City（噴水の街）と呼ばれている。また、古くは畜産の中心地であったことから、カンザスシティはステーキやバーベキューで知られ、Cowtown（肉牛の町）、BBQ Capital of the World（世界のバーベキューの都）とも呼ばれる。国の地理重心と人口重心の両方から400km以内に位置することからHeart of America（アメリカの中心）とも呼ばれる。

## 歴史

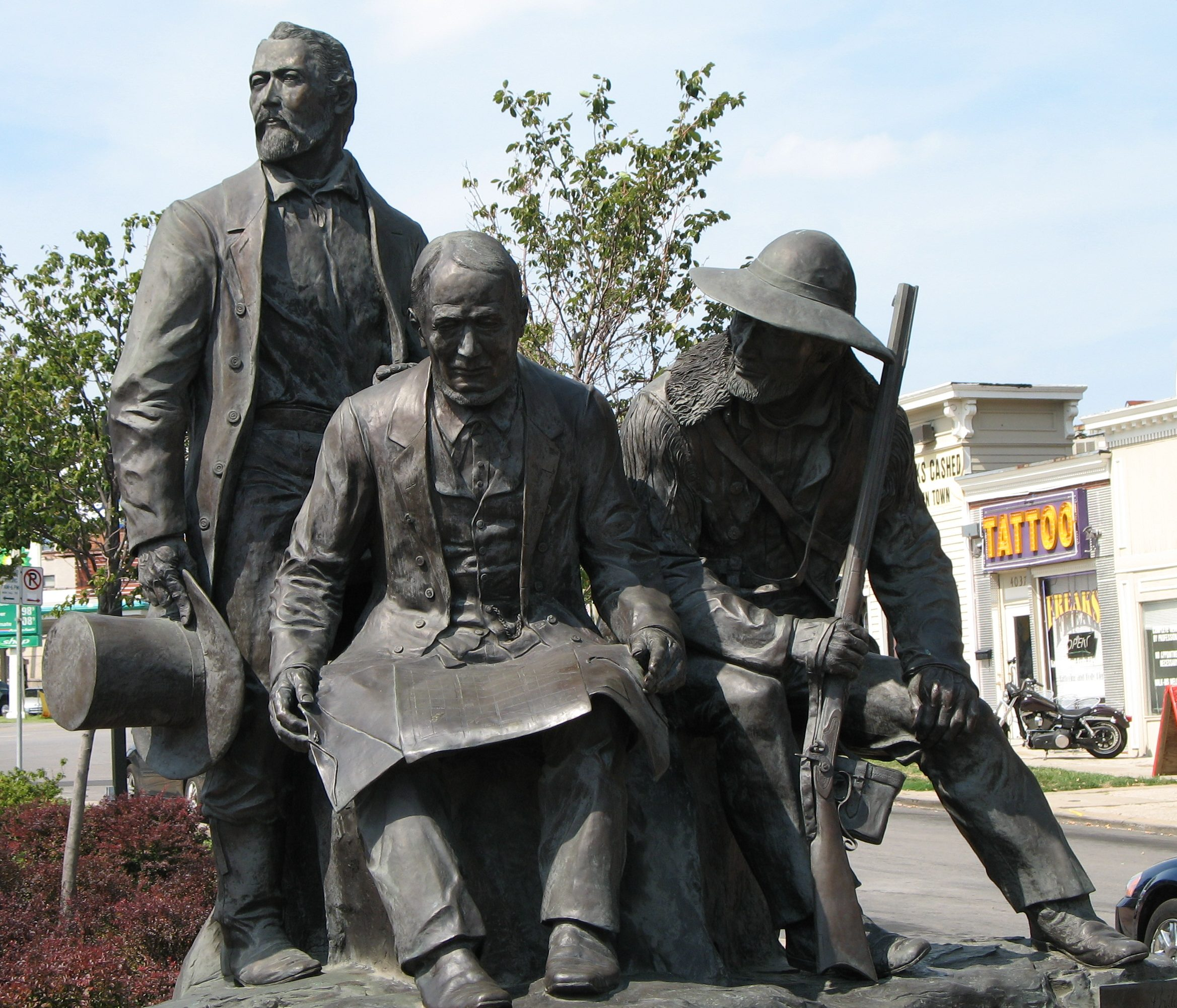
カンザスシティの礎となった3名の像。ウェストポート地区のカンザスシティ・パイオニア・スクウェアに立っている。左からアレクサンダー・メジャーズ、ジョン・カルバン・マッコイ、ジム・ブリッジャー。

ミズーリ州カンザスシティは1850年に正式な自治体となった。ミズーリ川とカンザス川の合流点を中心としたこの一帯は、入植地を建設するにあたって良い場所であると考えられていた。

### 探検と入植
この一帯を最初に訪れた記録が残っている最初のヨーロッパ人はフランス人探検家のエティエンヌ・ド・ヴェニアール（Étienne de Veniard, Sieur de Bourgmont）である。ヴェニアールはミズーリ川の下流域を初めて探検したヨーロッパ人でもあった。現在のデトロイトにあったデトロイト砦でのネイティブ・アメリカンの攻撃への対処に失敗したことで非難を浴びると、ヴェニアールはフランス当局を避けるために砦を離れ、この地から約145km東にあったミズーリ族の村でネイティブ・アメリカンの妻と共に暮らし、毛皮の違法取引をしていた。
名誉を挽回するため、ヴェニアールは1713年にExact Description of Louisiana, of Its Harbors, Lands and Rivers, and Names of the Indian Tribes That Occupy It, and the Commerce and Advantages to Be Derived Therefrom for the Establishment of a Colony（ルイジアナの港、土地、川、この地に住むネイティブ・アメリカンの部族の名、入植地の建設によって得られる商取引と利益に関する正確な記述）を、翌1714年にはThe Route to Be Taken to Ascend the Missouri River.（ミズーリ川を遡るにあたって取るべき道筋）を著した。これらの文書の中で、ベニアルドはGrnade Riv[iere] des Cansez（カンザス川のこと）とミズーリ川の合流点についても言及した。フランス人地図製作者ギヨーム・ドゥリール（Guillaume Delisle）は地域の正確な地図を作るためにこの記述を用いた。
1763年にパリ条約が締結されると、この一帯はスペイン領となった。しかし、スペインは課税したり、交通の認可を出したりする以外にはあまりこの地には関与せず、スペインの認可の下にフランスが毛皮の取引を続けていた。シュートー家は1765年にはスペインの認可の下にセントルイスに拠点を置き、ミズーリ川下流域での毛皮の取引を行っていた。しかし、シュートー家がこの地まで西進してきたのは、1821年にフランソワ・シュトー（François Chouteau）がシュトーズ・ランディングを創設したときのことであった。

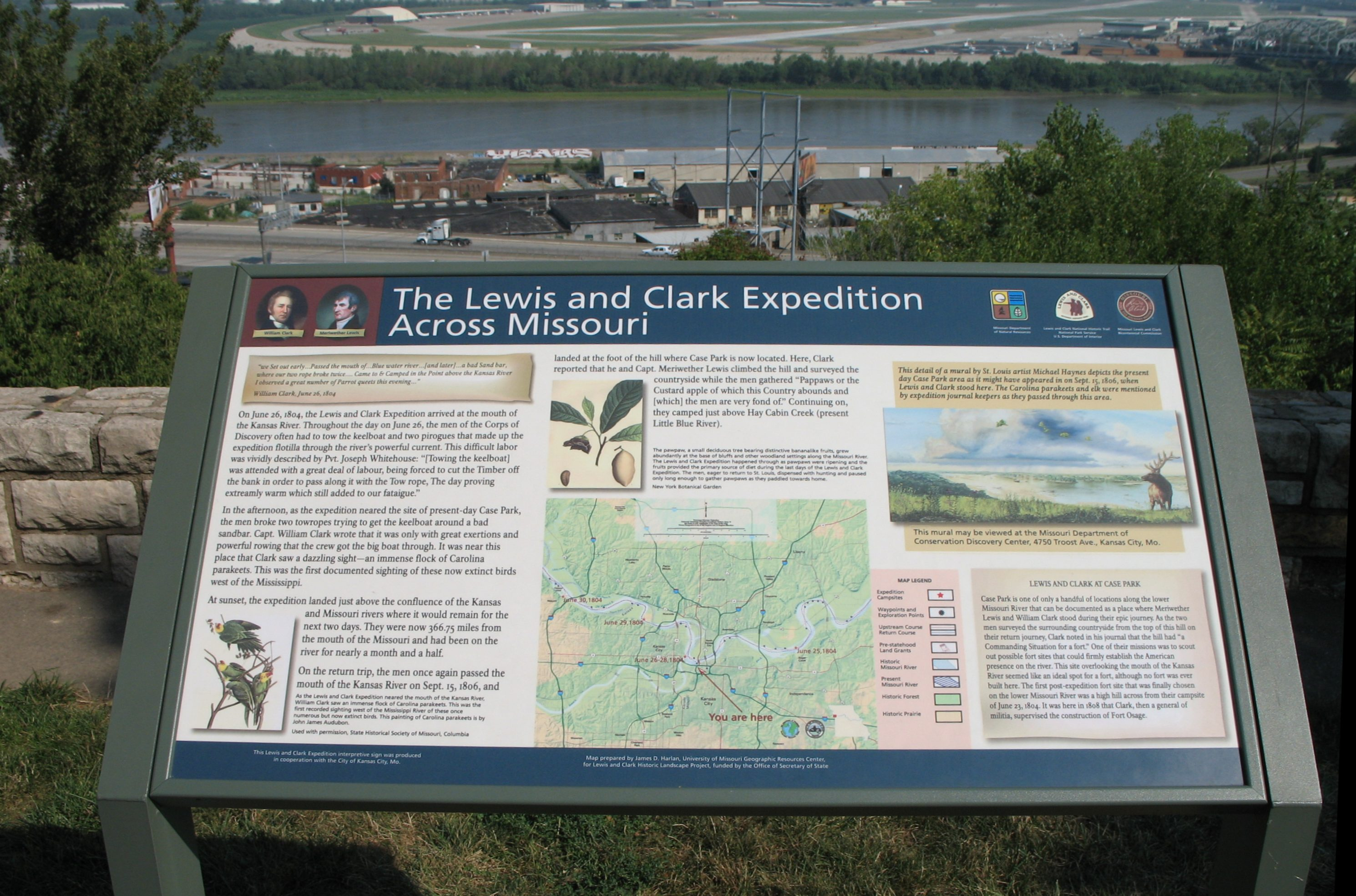
ルイス・クラーク探検隊がミズーリ州でたどった道を記している案内板。クォリティ・ヒル地区にて。

ルイジアナ買収のあと、セントルイスを出発して西へと向かっていたルイス・クラーク探検隊はカンザス川とミズーリ川が合流するこの地を訪れ、クォリティ・ヒル地区を「砦を建てるのに良い場所である」と評した。
1833年、ジョン・カルバン・マッコイはミズーリ川から5kmほど離れたサンタフェ・トレイル沿いにウェストポート（現在のウェストポート地区）を創設した。翌1834年には、マッコイはウェストポートへの下船地としてミズーリ川沿いにウェストポート・ランディングを建設した。その直後、投資者グループのカンザスタウン会社がこの地への入植を始めた。カンザスタウン会社の名はCansezの英語名であるKansasからとったものであった。1850年、この地はタウン・オブ・カンザスとして正式な町になった。
この頃、タウン・オブ・カンザス、ウェストポート、インディペンデンスの3つの町はアメリカ合衆国の西部への領土拡大において極めて重要であった。西部へ通ずるサンタフェ、カリフォルニア、オレゴンの3つのトレイルは、すべてこの3つの町を有するジャクソン郡を起点としていた。
1853年2月22日、市長が新たに選出され、シティ・オブ・カンザスが創設された。市域はわずか1.8km2、人口は2,500人であった。その当時の市境線は、北はミズーリ川、南は現在の9thストリート、西はブラフ・ストリート、東はホームズ・リード・ストリートとシャーロット・ストリートの間であった。

### 南北戦争
南北戦争が開戦すると、この一帯には敵対心が出てくるようになった。ミズーリ州がフランス植民地時代からの奴隷州であったのに対し、1861年に州に昇格したカンザス州は住民投票によって自由州となることを選んだからである。この地域に住んでいた、奴隷制に反対する住民が多数カンザス州側に移り住んだ。この2州は初めは投票箱で、次いで血を流して戦うことになった。
南北戦争中、シティ・オブ・カンザスは戦火の真っ只中にあった。この地で行われた戦闘のほとんどは北軍の勝利に終わった。1862年8月のインディペンデンスの戦いでは、南軍が北ミズーリに進み、カンザスシティを連合国の支配下に収めた。しかしそれは長くは続かなかった。1864年、ウェストポートの戦いで北軍は勝利を収め、カンザスシティにおける連合国の支配は終わった。しかし、南軍のウィリアム・クォントリルが西郊のカンザス州ローレンス侵攻に成功したときは、ジャクソン郡を含むミズーリ州の4郡の住民に対し、北軍のトーマス・ユーイングによる避難命令が出された。

### 南北戦争後

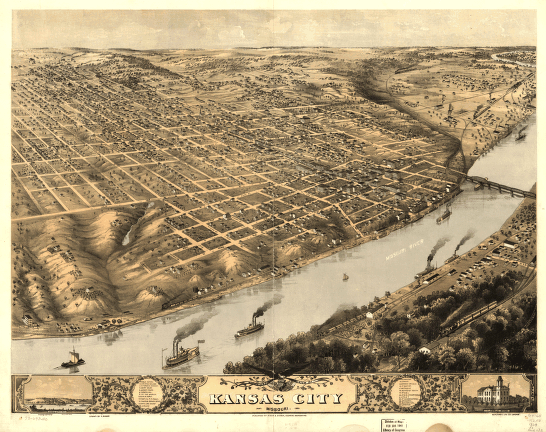
カンザスシティの鳥瞰図（1869年1月、A. Ruger作、Merchants Lith社。）

南北戦争が終わると、シティ・オブ・カンザスは急速に発展した。1867年、ハンニバルとセントジョセフを結ぶハンニバル・アンド・セントジョセフ鉄道（Hannibal & St. Joseph Railroad）を途中のキャメロンで分岐させ、カンザスシティを通る鉄道につなぐため、ミズーリ川にハンニバル橋を架ける計画が立てられた。1869年にハンニバル橋が架けられると、市の人口は劇的に増え、この地域における中心都市としての地位を確立した。翌1870年には、シティ・オブ・カンザスの人口は32,260人を数えた。1889年にはシティ・オブ・カンザスはカンザスシティに改名され、市域も南方向と東方向に広がった。1897年12月2日には、カンザスシティはウェストポートを併合した。
やがて、都市計画家のジョージ・ケスラーが中心となって都市美観運動が始まった。カンザスシティの至る所に幅の広い通りや公園が設置され、1914年にはユニオン駅が現在の位置に移された。第一次世界大戦後、1923年には戦没者の慰霊碑としてリバティ・メモリアルがユニオン駅の南隣に建てられた。この2棟の建物はダウンタウン南側のランドマークとなった。さらに南に開発は進み、1925年には、カントリークラブ地区開発計画に基づいてカントリークラブ・プラザの建設が始まった。

### ペンダーガストの時代
20世紀初頭、カンザスシティではマシーンが台頭した。1925年頃には、トム・ペンダーガストの率いるマシーンが台頭し、市政を牛耳るほどにまでなった。ペンダーガストは民主党のマシーンによる市政のコントロールをしやすくするために市議会の議員数を32名から9名に大幅に減らし、腐敗したシティ・マネージャーを置いた。カンザスシティ市庁舎やジャクソン郡の地方裁判所といった重要な建物も、この時期にペンダーガストによって建てられた。当時のアメリカ合衆国には禁酒法が存在していたが、ペンダーガストはその禁酒法を有名無実化させ、市内のナイトクラブの違法営業を庇護した。ペンダーガストが1939年に脱税で有罪になると、マシーンの力も衰えていった。しかし、ペンダーガストとそのマシーンはハリー・S・トルーマンが政界を駆け上るきっかけとなった。

### 第二次世界大戦後
第二次世界大戦後、カンザスシティの裕福な住民はジャクソン郡東部やカンザス州ジョンソン郡などの郊外に移り住むようになり、急速にスプロール化が進行していった。また、ミズーリ川を越え、1940年代から1970年代にかけて新たにカンザスシティに併合された北側へも多くの住民が移っていった。そのため中西部の多くの主要都市同様に都心部の空洞化が進みながらも、市の人口は1960年代まで数値の上では増え続けた。1970年には人口507,087人でピークに達した。
1940年には、市の人口は約40万人であった。2000年には統計上は約44万人の人口を抱えているものの、1940年当時に市域であった地域には当時の半分以下、約18万人しか住んでいない。1940年から1960年にかけて市域は2倍以上になったが、人口は約75,000人しか増加していない。1970年には市域は800km2を超え、1940年当時の5倍以上に達している。
カンザスシティのスプロール化の主な原因としては、公民権運動によって人種間の緊張が高まり、暴動が頻発したことが挙げられる。市中心部のスラムはインナーシティを形成する一方で、転出するだけの経済的な余力のある住民は中心部から離れていった。第二次世界大戦後に作り上げられた郊外像や「アメリカン・ドリーム」もまた、カンザスシティにおけるスプロール化の原因となった。市がスプロールしていくにつれて、インナーシティはますます凋落していった。
ジャクソン郡では未だにスプロール化が進行中である。その北に隣接するクレイ郡でもスプロール化が再度始まっている。しかし、近年ではダウンタウンの再開発が進み、スプロール化のペースは鈍化傾向にある。荒廃したインナーシティもニューアーバニズムによって、再生へと向かいつつある。

### 21世紀
2024年2月11日、ナショナル・フットボールリーグの王座決定戦、スーパーボウルをカンザスシティを本拠地とするチーフスが制覇。同年2月14日、市内では優勝パレードを含む祝勝会が行われたが、終了直後に銃撃事件が発生。数千人のファンが会場から逃げ出し、現場は大混乱となった。1人が死亡、子どもを含む22人が重軽傷を負った。

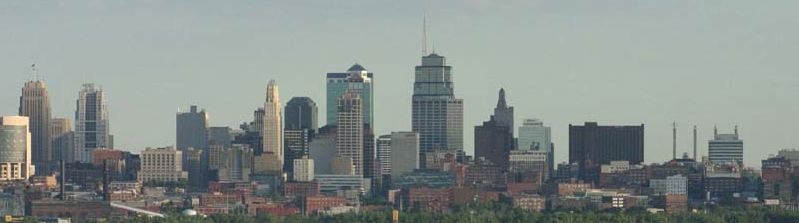
超高層ビルが建ち並ぶ現在のダウンタウン

## 地理
ミズーリ州カンザスシティは北緯39度6分0秒 西経94度35分0秒 / 北緯39.10000度 西経94.58333度に位置している。アメリカ合衆国統計局によると、カンザスシティは総面積823.7km2（318.0mi2）である。このうち812.1km2（313.5mi2）が陸地で11.6km2（4.5mi2）が水域である。総面積の1.41%が水域となっている。市域はジャクソン郡（左側の地図中央）を中心に、北に隣接するクレイ郡、北西に位置するプラット郡、南に隣接するカス郡の4郡にまたがっている。カンザスシティの都市圏はミズーリ・カンザス両州の15郡にまたがっている。
カンザスシティの地形はシカゴやニューヨークのように平坦であると考えられがちであるが、実際にはかなり起伏がある。カンザスシティ市域は盆地状になっており、北側と南側には氷河に削られた石灰石や岩床の崖がそそり立っている。カンザスシティの市街地は更新世に氷河によって削られ、形成された広い谷間にできている。ミズーリ川およびカンザス川は氷河が溶け、流れ出したときに形成された。

### 気候
カンザスシティはアメリカ合衆国の地理重心に近く、カンザス川が全米第2の大河ミズーリ川に注ぐ地点にある。そのため気候は大陸性で気温の年較差が比較的大きく、冬にはやや乾燥するものの1年を通して安定した降水量がある。ケッペンの気候区分では温暖湿潤気候（Cfa）に属する。夏にはメキシコ湾からの湿った空気がカンザスシティにも届くため蒸し暑く、7月や8月には華氏100度（セルシウス度37.8度）を超えることもある。冬は温暖な日もあれば寒さの厳しい日もあり、1年に数回氷点下10度以下に下がることがある。春や秋は全般的に過ごしやすいが、時々雷雨に見舞われることがある。
|               | 1月  | 2月  | 3月  | 4月  | 5月   | 6月   | 7月  | 8月  | 9月   | 10月 | 11月 | 12月 | 年    |
| ------------- | ---- | ---- | ---- | ---- | ----- | ----- | ---- | ---- | ----- | ---- | ---- | ---- | ----- |
| 平均気温（℃） | -1.1 | 1.1  | 6.7  | 13.3 | 18.9  | 23.9  | 26.7 | 26.1 | 21.7  | 15.6 | 7.2  | 1.1  | 13.3  |
| 降水量（mm）  | 33.0 | 33.0 | 63.5 | 83.8 | 114.3 | 121.9 | 94.0 | 99.1 | 109.2 | 76.2 | 48.3 | 38.1 | 914.4 |

カンザスシティはトルネード・アレイと呼ばれる竜巻の多発地帯に位置している。グレートプレーンズとほぼ重なるこの一帯ではロッキー山脈やカナダからの寒気とメキシコ湾からの暖気が交じり合うため、強烈な上昇気流が生じ、竜巻が発生しやすくなる。カンザスシティ周辺は1957年、1982年、2003年に大きな竜巻に見舞われた。カンザスシティは冬嵐にも遭いやすい。2002年には大規模な冬嵐がカンザスシティを襲った。また街のそばを大河が流れているため洪水の被害も受けやすい。1951年にはカンザス川が氾濫を起こし、ダウンタウン空港やカンザスシティ・ストックヤードに壊滅的な被害を与えた。1993年には、カンザスシティを含むミシシッピ川中流域のほとんどがアメリカ合衆国史上最大級の大洪水に見舞われた。

### 都市概観

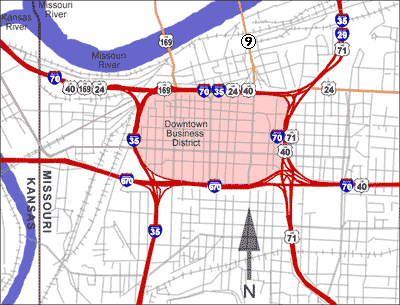
カンザスシティのダウンタウンの地図。市の超高層ビルはダウンタウン・ループ（地図中ピンク色）に集中している。

カンザスシティは150以上の地区からなっている。そのいくつかは、かつてカンザスシティとは別個に存在し、カンザスシティに合併された都市であった。また、重要な出来事の舞台となった地区もいくつかある。
ジャクソン郡内に位置するダウンタウンは市の条例により、北はミズーリ川から南は31stストリートまで、西はI-35から東はブルース・R・ワトキンス・ドライブ（国道71号線）までと定められている。その中には歴史あるウェストポート地区や、クロスロード芸術地区、18th・アンド・バイン歴史地区、ペンドルトン・ハイツ地区、クォリティ・ヒル地区、ウェストボトム地区、リバー・マーケット地区などいくつかの地区を含んでいる。超高層ビルは高速道路に囲まれたダウンタウン・ループに集中している。
ホールマーク・カーズ社が本社を構え、3つの法律事務所を抱えるクラウン・センター（Crown Center）は、ダウンタウンにおける主なショッピング・エンタテイメント複合施設のひとつともなっている。アムトラックの長距離列車が発着するユニオン駅もレストラン・各種ショップ・映画館・プラネタリウムを抱えている。クラウン・センターとユニオン駅は屋内通路でつながっている。
ダウンタウンの南に隣接する39thストリート地区は芸術とボヘミアン文化の中心となっているエリアである。また、通りにはレストランやブティックが建ち並んでいる。同じくダウンタウンの南に広がり、サンセット・ヒル地区やブルックサイド地区を含むカントリークラブ地区はカンザスシティの高級住宅街である。地区内には公園道路（後述）や街路が整備され、歴史的な家屋が建ち並んでいる。地区内の45thストリートから51stストリートの間に広がるカントリークラブ・プラザ（単にプラザとも呼ぶ）は屋外の高級ショッピング・エンタテイメントエリアになっている。
また、カンザスシティの市内には200以上の噴水がある。このことから、市はFountain City（噴水の街）と呼ばれている。

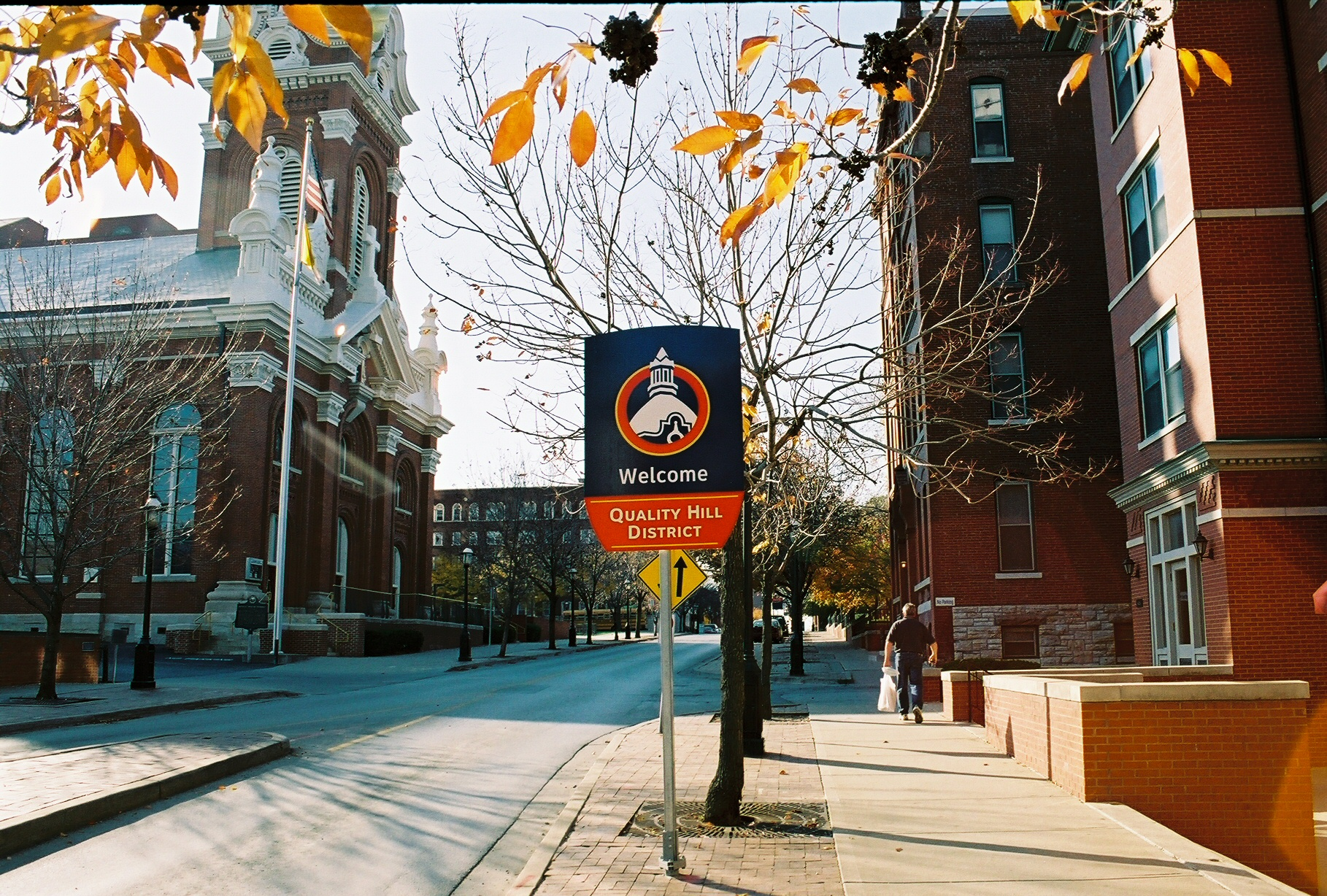
クォリティ・ヒル地区
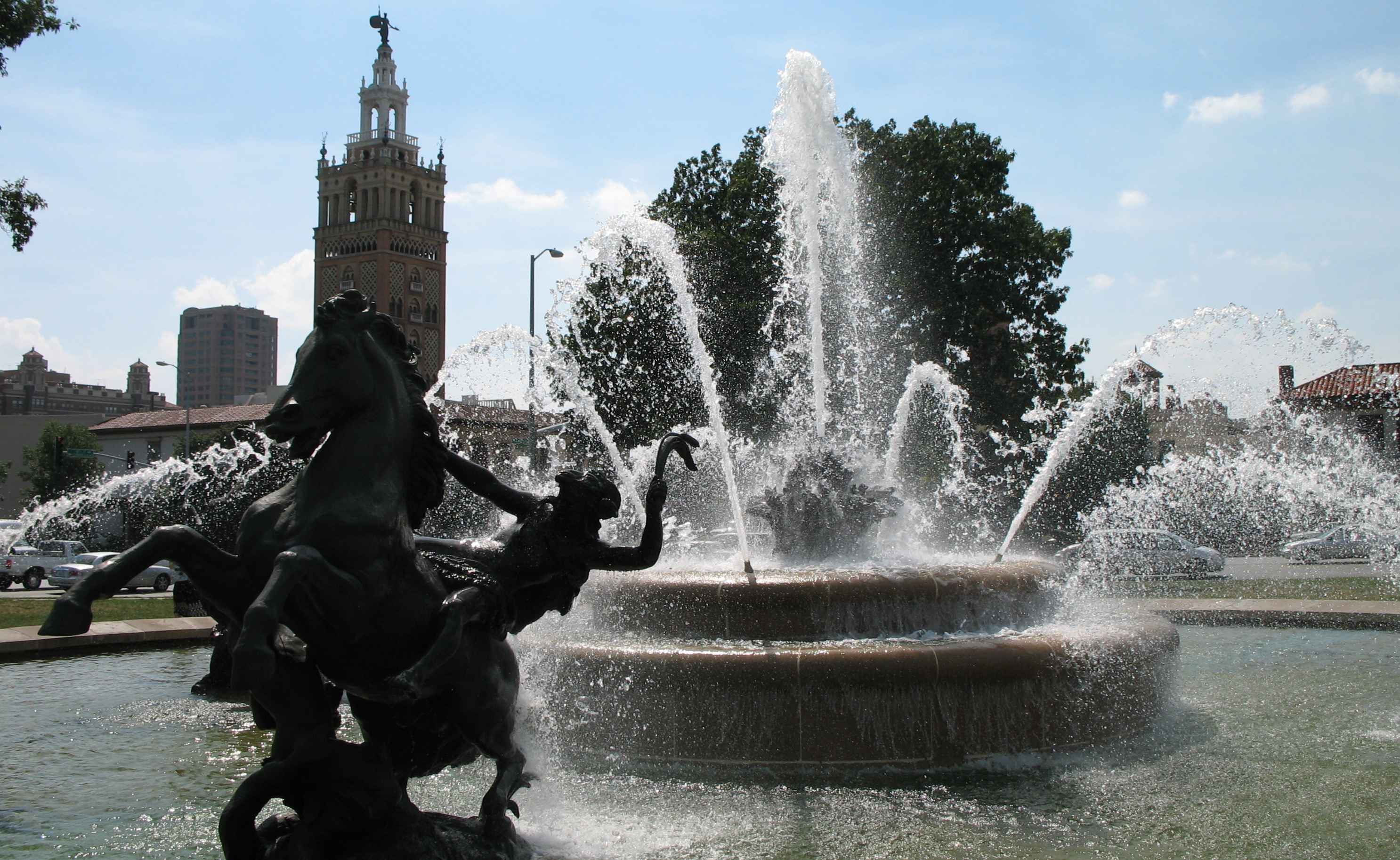
カントリークラブ・プラザに隣接するミル・クリーク公園の噴水
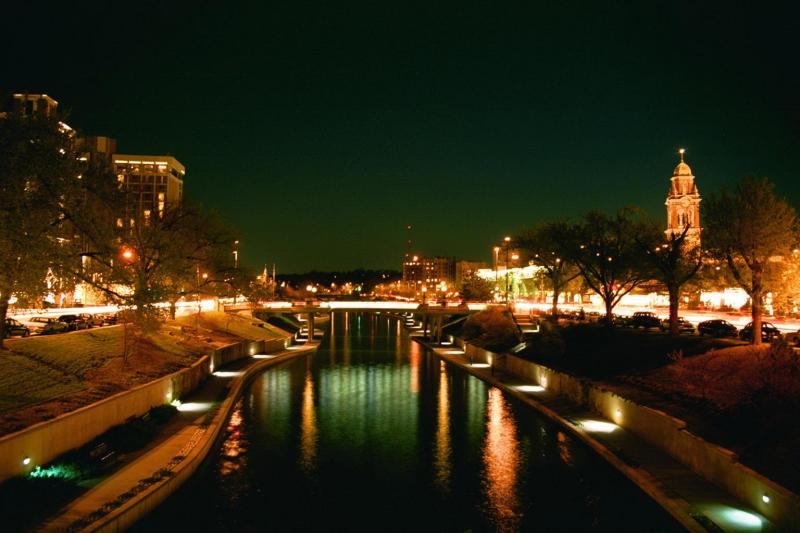
夜のカントリークラブ・プラザ

### 再開発

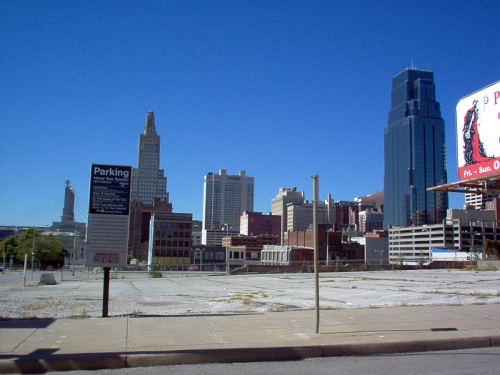
ダウンタウン再開発プロジェクトのひとつ、パワー・アンド・ライト地区の予定地

長らく駐車場となっていたり、空き地のまま放置されていた区画が目立ったダウンタウンだが、近年になってようやく変化が訪れている。ダウンタウン・ループ南側ではボルチモアの不動産・エンタテイメント運営会社コーディッシュにより、「パワー・アンド・ライト地区」（Power and Light District）と呼ばれるエンタテイメント地区を建設する計画が進められている。同地区に隣接するエリアにはスプリント・センターという新しい屋内競技場が2007年10月にオープンした。同競技場はロサンゼルスに本社を置くスポーツ・音楽エンタテイメント運営会社AEGによって運営され、建設プロジェクトにも同社からの多額の出資を得た。アリーナフットボールのカンザスシティ・ブリゲードの本拠地として2008年シーズンから2012シーズンまで使用されていたほか、2009年のNCAA男子バスケットボールトーナメント1・2回戦の会場、2010年にはNCAA女子バスケットボールトーナメントが開催された。NBAやNHLのチームの誘致も予定されている。

### 公園道路
カンザスシティは幅の広い公園道路で知られている。公園道路は市内を曲がりながら走り、彫像や噴水で装飾された幅の広い中央分離帯を持っている。こうした公園道路の例としては、カンザス州との州境付近を走るワード・パークウェイ（Ward Parkway）が挙げられる。こうした公園道路は、もともとは美観を重視し、小型自動車や馬車が走る街路として建設されたが、のちにその多くは大量の交通量をさばききれるように改造され、高速道路へとアップグレードされていった。
かつて、住宅街のほとんどの通りはアメリカニレの並木道になっていた。しかし病気によってアメリカニレがことごとく死滅したため、多種多様な街路樹が植えられるようになった。現在、成長の早いモミジバフウをより多様性に富んだ広葉樹に植え替えるプログラムが進められている。

## 政治

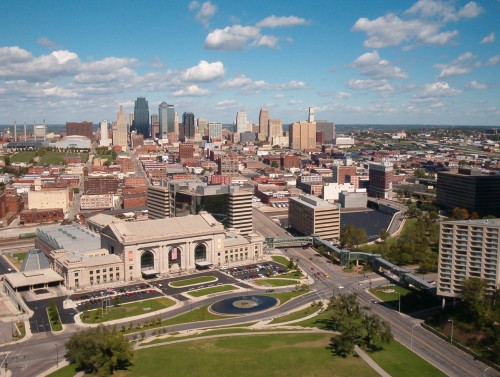
カンザスシティのダウンタウン

カンザスシティはミズーリ州最大の市政府を抱えている。カンザスシティはシティー・マネージャー制を採っているが、トム・ペンダーガストによる越権政治が続いた後、シティー・マネージャーの役割は縮小された。市長は12名からなるカンザスシティ市議会の長である。市議員は11地区から各1名ずつ選ばれ、残り1名がワイルドカード選出となる。カンザスシティの市長選は特別な理由が無い限り4年に1回、隔奇数年に行われる。前回の市長選は2007年5月に行われたので、次回は通常通りであれば2011年5月に行われることになる。
19世紀後半から20世紀中盤にかけては、カンザスシティ市政府はしばしば民主党のマシーンに操られ、腐敗してきた。カンザスシティ史上最も悪名高いマシーンのボスはトム・ペンダーガストであった。トム・ペンダーガストに支えられてジャクソン郡の裁判官からミズーリ州選出の上院議員へと政界を駆け上り、後にフランクリン・ルーズベルト政権の副大統領に、そして第33代大統領になったのがハリー・S・トルーマンであった。
トルーマンのほかにも、カンザスシティは歴史上に2度大統領選に関わった。カンザスシティで開かれた1928年の共和党大会では、アイオワ州出身のハーバート・フーバーを大統領候補に推した。フーバーは翌1929年に第31代大統領に就任した。同じくカンザスシティで開かれた1976年の共和党大会ではカンザス州選出の上院議員ボブ・ドールが副大統領候補に選ばれ、現職大統領ジェラルド・R・フォードとともに大統領選を戦った。しかし民主党のジミー・カーター/ウォルター・モンデールに敗れ、副大統領就任はならなかった。
大統領選においては、カンザスシティでは民主党が伝統的に強い。しかし、州議会や市議会レベルでは、特に市の北側の郊外化した地区で共和党が勝つことがある。

## 経済

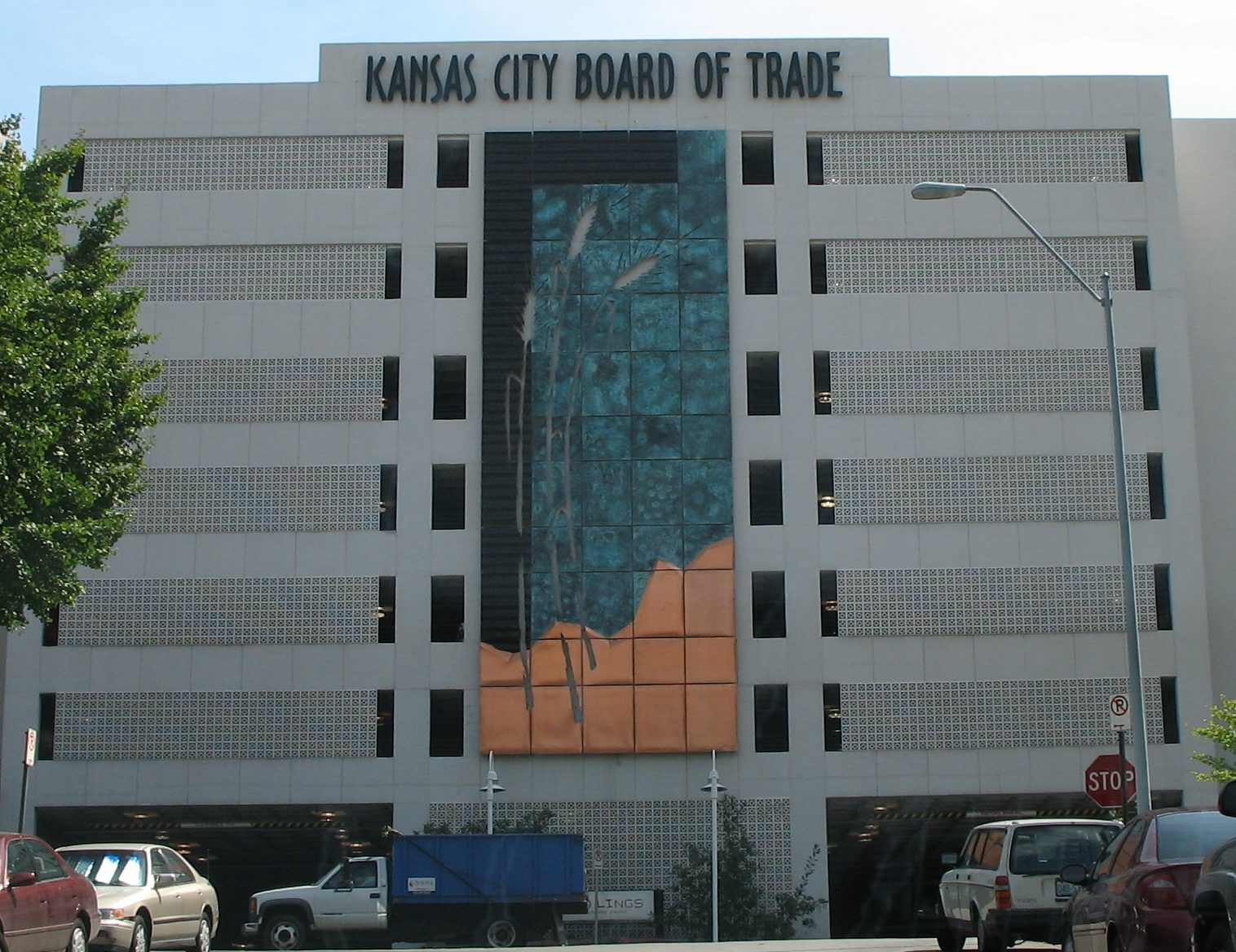
カンザスシティ商品取引所

カンザスシティの都市圏にはフォーチュン500に入る企業4社が本社を構えている。フォーチュン1000にはさらに5社が入っている。また、全米最大のグリーティングカード会社、ホールマーク・カーズ社は創業者一家による家族経営であるためにフォーチュン500/フォーチュン1000のリストには入らないものの、売上総利益ではその両方のリストに入り得る企業である。
グレートプレーンズに位置するカンザスシティでは農業や畜産業も重要である。カンザスシティ都市圏内には農産物会社がいくつもある。カンザスシティ商品取引所では主にパンの原料となる冬小麦が取引されている。ここで取引される冬小麦は栄養価の高さから、シカゴ商品取引所で取引される冬小麦よりも高値で取引されている。また、カンザスシティにおける牛肉の生産はシカゴ・シンシナティに次いで全米第3である。
カンザスシティには連邦準備銀行も置かれている。カンザスシティ連邦準備銀行で発行された米ドル紙幣には、旧札であれば肖像の左側にJと、新札（1996年版）であれば左上の発券番号のすぐ下にJ10と印刷されている。これはカンザスシティ連邦準備銀行が管轄している第10地区を現している。第10地区はオクラホマ州、カンザス州、コロラド州、ネブラスカ州、ワイオミング州の全域とミズーリ州西部、ニューメキシコ州北部を含み、サンフランシスコ連邦準備銀行の管轄する第12地区に次いで広い。ミズーリ州は全米で唯一、州内に2つの連邦準備銀行が置かれている州である（もう1つはセントルイス連邦準備銀行、第8地区）。カンザスシティ連邦準備銀行はデンバー、オクラホマシティ、オマハに支店を置いている。

## 犯罪
20世紀初頭の禁酒法時代、トム・ペンダーガストに牛耳られていたカンザスシティにおいては、酒類の販売における法律も時間帯も事実上機能していなかった。1930年代に入ってペンダーガストによる庇護のもとにナイトクラブが違法営業をするようになると、カンザスシティ・ジャズ（後述）が流行したが、同時にカンザスシティ・マフィアが台頭し、ギャングもカンザスシティに寄ってくるようになった。1933年、ユニオン駅ではカンザスシティ虐殺事件と呼ばれる銃撃戦が起こり、警察官・FBIエージェント計4名が殉職した。現在カンザスシティ国際空港がある場所の近くにあった酒場では、ボニーとクライドが警察官と銃撃戦を繰り広げた。
1970年代にもギャングに関わる事件が起きた。リバー・クエイ・エンタテイメント地区で起きた闘争では3棟の建物が爆破され、ギャング数名が殺害された。警察の捜査で、ギャングのボスはカンザスシティ・チーフスがミネソタ・バイキングスを下した第4回スーパーボウルのフットボール賭博の掛け金を談合していたことが明らかになった。捜査はラスベガスのスターダスト・カジノにまで及び、同地のカンザスシティ・マフィアが一掃された。この一連の事件は後に小説に著され、1995年に公開されたロバート・デ・ニーロ主演の映画「カジノ」の題材となった。
現代においても、カンザスシティの治安はあまり良くない。2005年の連邦捜査局（FBI）のデータによると、カンザスシティにおける殺人発生件数は126件で、人口10万人あたり28.5件であった。この数値は州内のセントルイス（件数131件/人口10万人あたり37.6件）ほどではないものの、ニューヨークの4倍以上、ロサンゼルスの2倍以上という悪い数値であった。モーガン・クイットノー社による2006年の調査では、カンザスシティは全米で16番目に危険な都市であると発表された。
殺人をはじめとする暴力犯罪のほとんどはダウンタウンに近接したインナーシティで起こる。犯罪率の高さは市の「住みやすさ」の指標を下げ、1970年代から1990年代にかけて行われてきたダウンタウンの再生に対する阻害要因となってきた。近年ではダウンタウンの再生が成功を収め、都心回帰の兆しも見られるが、インナーシティの貧困率の高い地区における犯罪率は依然として高い。

## 交通
カンザスシティは古くより交通の要衝として発展してきた。西部開拓時代においては、開拓者がミズーリ川とカンザス川が合流するこの地に船を着け、サンタフェ・トレイル、オレゴン・トレイル、カリフォルニア・トレイルを伝ってさらに西へと向かう起点となっていた。ミズーリ川にハンニバル橋が架けられると、今度は鉄道交通の中心として発展していった。20世紀に入ると、トランス・ワールド航空はカンザスシティに拠点を置き、世界の航空路のハブにしようという計画を立てていた。

### 空港

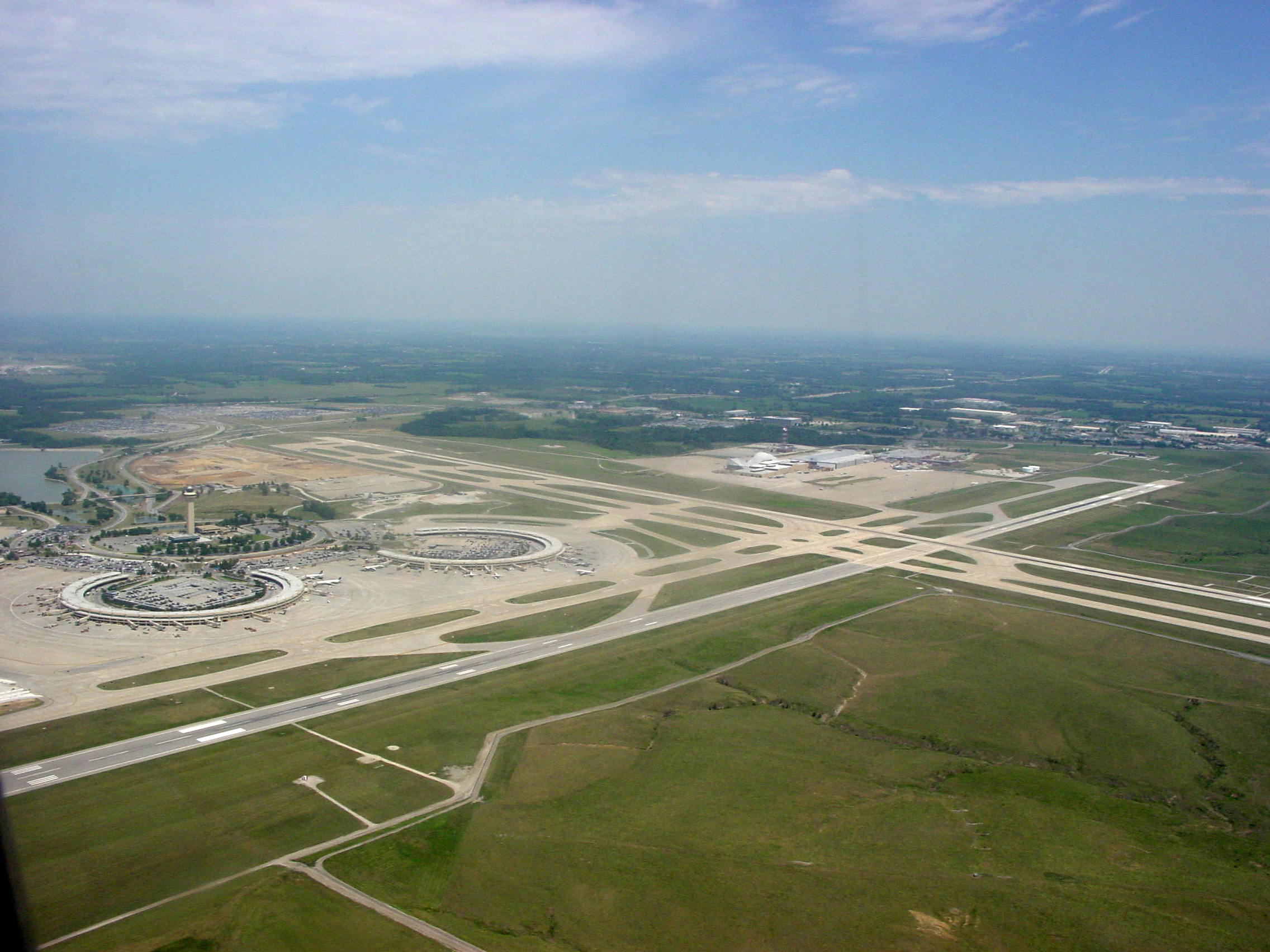
カンザスシティ国際空港

カンザスシティの玄関口となる空港はダウンタウンの北西約24km、プラット郡に立地するカンザスシティ国際空港である。もともとこの空港は1951年の洪水でダウンタウン空港が壊滅的な被害を受けた後にミッド・コンチネント空港として造られた。やがてボーイング747などの新型飛行機を離着陸させるにあたり、ダウンタウン空港が手狭であったこと、また離着陸路上にカンザスシティのダウンタウンがあって安全性に問題があったことなどから、カンザスシティはミッド・コンチネント空港を拡張し、市のメインの空港とすることに決定した。1972年にカンザスシティ国際空港と改称して開港したこの空港には主要航空会社のハブ空港をはじめ、全米の主要都市からの便がある。
旧空港であるダウンタウン空港にはトランス・ワールド航空が拠点を置いていた。現在では専ら自家用機やチャーター機、航空ショー用の空港として使用されているほか、航空歴史博物館がある。

### 州間高速道路

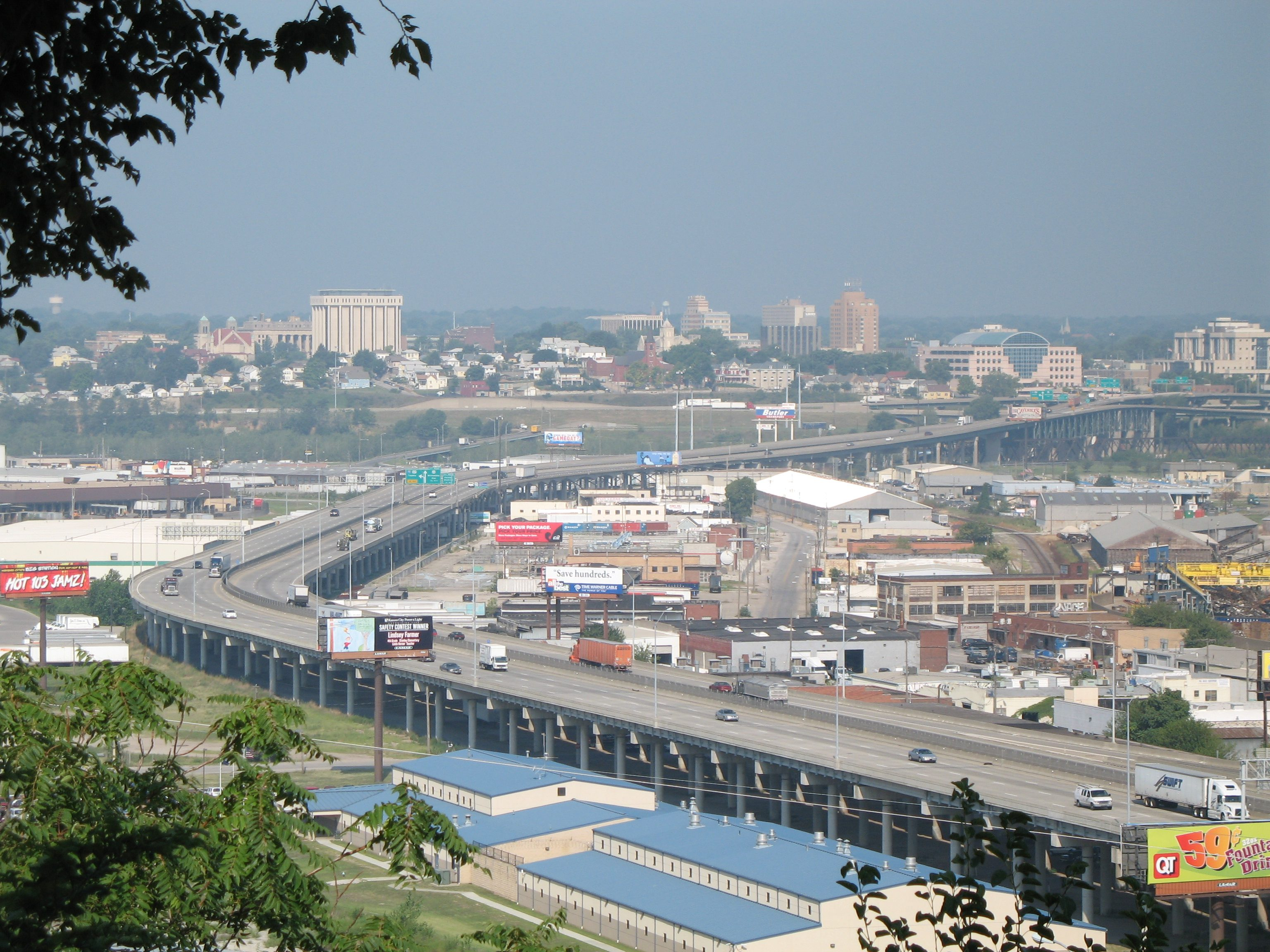
カンザスシティを通るI-70

第二次世界大戦後、ミズーリ州およびカンザス州は全米で最も早く州間高速道路の建設が始まった州であった。初期に建設されたI-70はカンザスシティとセントルイスを結ぶミズーリ州で最も重要な道路であり、セントルイスからミシシッピ川を越えて東へはインディアナポリスやコロンバスを通ってボルチモアへ、西へはトピカやデンバーを通ってユタ州へと通ずる、大陸を横断する幹線のひとつとなっている。カンザスシティ都市圏の環状道路であるI-435は長さ130kmに及ぶ、ボストンのI-495（長さ194.3km）に次いで全米で2番目に長い環状道路である。このほか、カンザスシティには南北の幹線のひとつであるI-35や、カンザスシティを起点としてノースダコタ州のカナダ国境まで走るI-29も通っている。

### 鉄道
アムトラックのカンザスシティ・ユニオン駅はウエスト・パーシング・ロード30にある。カンザスシティユニオン駅にはロサンゼルスとシカゴを結び、ほぼ全線にわたって旧国道66号線に並行して走る夜行長距離列車サウスウェスト・チーフ号が1日1往復停車する。また、セントルイスとカンザスシティ間を1日2往復運行しているミズーリ線の昼行中距離列車ミズーリ・リバー・ランナー号の西の終点・起点ともなっている。この中距離列車はミズーリ州の州都ジェファーソンシティにも停車する。

### 公共交通機関
20世紀前半、カンザスシティにおける大量輸送は主に電車によってまかなわれていた。1900年から1939年にかけて、カンザスシティ都市圏には各方面に80km以上の運行距離を有するインターアーバンが走っていた。また、市内には1959年までトロリーバスが走っていた。しかし市が急速にスプロールしたことにより、これらの電車によるシステムは廃れ、カンザスシティ地域交通局（Kansas City Area Transportation Authority）が運営する路線バスに取って代わられた。現在のカンザスシティにおいては、主要な公共交通機関はこのバスである。
2005年7月、カンザスシティ地域交通局はThe MAXという新しいバス交通システムを導入した。The MAXとはMetro Area Express（都市圏急行）の略である。このバスのルートはダウンタウンのシティ・マーケットを出発し、メイン・ストリート上にあるたくさんの停留所を経由してカントリークラブ・プラザやカンザスシティ南部へ向かう。導入当初、時刻通りにバスを運行させるため、バスは青信号の時間を延長する機能を搭載する予定であった。しかし2006年9月現在、その機能は実現していない。
カンザスシティには地下鉄やライトレールのシステムはない。過去に建設が取り沙汰されたことは何度があったが、投票により棄却され続けてきた。2006年11月7日、ライトレールシステムの整備案が53%の賛成を得て可決された。提案された路線はカンザスシティ動物園からダウンタウンを通り、カンザスシティ国際空港へ至るというものであった。しかし、この案には未だに財源をめぐる批判が寄せられている。このほか、ダウンタウンにはトロリーバスや路面電車を復活させる計画も持ち上がっている。2016年、KC 路面電車(en:KC Streetcar)が開通した。

## 教育

### 高等教育
- ミズーリ大学カンザスシティ校（英語版）
- アヴィラ大学（英語版）

## 文化

### 音楽

#### ジャズ
カンザスシティ・ジャズは1930年代に花開き、ビッグバンドから1940年代のビバップへと変化を遂げる橋渡しとなった。1930年代、カンザスシティのナイトクラブはトム・ペンダーガストの庇護の下で禁酒法の規制を事実上逃れ、夜通し営業していた。そういったナイトクラブはカンザスシティ市内の至るところに建っていたが、特に18th・アンド・バイン地区に集中していた。加えてその地理的な位置から、カンザスシティは大陸を横断して演奏旅行を続けるバンドが経由地とすることが多かった。
カンザスシティからニューヨークへと巣立ったジャズ・ミュージシャンも数多くいた。1929年にカンザスシティで活動していたカウント・ベイシーはジョン・ハモンドに注目され、ハモンドに導かれて1936年にニューヨークに活動拠点を移した。これにより、カンザスシティ・ジャズもまた全米の注目を浴びるようになった。カンザスシティに生まれ育ち、少年期にカンザスシティ・ジャズの影響を受けたチャーリー・パーカーは1939年にニューヨークに移り、1940年代にビバップを創り上げ、モダン・ジャズの礎を築いた。女性ジャズ・トロンボーン奏者のメルバ・リストンもカンザスシティ出身である。
カンザスシティ・ジャズの終焉もペンダーガストと運命を共にしていた。1939年、ペンダーガストが脱税で有罪となると、市当局はナイトクラブの規制を強化した。それによってカンザスシティ・ジャズの時代も終わった。
1970年代、カンザスシティでは家族連れにもやさしい、健全な環境の中でジャズを復活させようという動きが見られた。ミズーリ川沿いのリバー・クエイ地区でジャズクラブを開店させようという試みは、やがて同地域におけるギャングの闘争を終わらせ、ラスベガスにまで波及していたカンザスシティ・マフィアの影響の撲滅に導いた（前述）。カンザスシティ出身の映画監督ロバート・アルトマンは、カンザスシティ・ジャズの時代を描いた映画「カンザスシティ」（ジェニファー・ジェイソン・リー主演）を制作した。「カンザスシティ」は1996年に公開された。1997年には18th・アンド・バイン地区にアメリカジャズ博物館が開館した。

#### クラシック音楽とオペラ
カンザスシティのオーケストラ、カンザスシティ交響楽団は1933年に設立されたカンザスシティ・フィルハーモニックを引き継ぐ形で1982年に創設された。カンザスシティ交響楽団の指揮者を務めているのはマイケル・スターンである。スターンはニューヨーク・フィルハーモニックでデビューし、レナード・バーンスタインの下で学び、クリーブランド管弦楽団の副指揮者を務めた後、世界各地を転々とし、2005年にカンザスシティ交響楽団の音楽監督に就任した。
1970年に設立されたリリック・オペラ・オブ・カンザスシティは全米屈指の地域オペラ団のひとつである。リリック・オペラ・オブ・カンザスシティは年間4-5本の定期公演を開いている。もともとはすべて英語で公演を行っていたが、1990年代後半からは原語で行うようになった。
1957年に設立されたカンザスシティ・バレエは、25名のプロダンサーおよび修練生からなるバレエ団である。カンザスシティ・バレエは年間スケジュールを3つに分け、クラシックバレエからコンテンポラリーバレエまで幅広いジャンルの公演を行っている。1980年から1985年にかけては有名ダンサー・振付師のトッド・ボレンダーが同バレエ団を運営していた。1986年から2000年にかけて、カンザスシティ・バレエはダンス・セントルイスと合併し、ステート・バレエ・オブ・ミズーリを形成していた。
カンザスシティ交響楽団、リリック・オペラ・オブ・カンザスシティ、カンザスシティ・バレエのいずれも現在ダウンタウンのリリック・シアターで公演しているが、2009年には現在建設が進んでいるカウフマン演技芸術センターに本拠を移す予定である。

### 食文化
古くから畜産の中心地であったカンザスシティはステーキやバーベキューで知られている。
カンザスシティ・ストックヤードの全盛期から、カンザスシティはストリップ・ステーキで知られていた。ストリップ・ステーキとは、リブロースの中でもサーロインやテンダーロイン（ヒレ）に近い、ショートロイン（Short Loin）と呼ばれる部位を用いたステーキである。ストリップ・ステーキにT字型の骨付きでテンダーロインが入ったものを、その骨の形状からTボーン・ステーキという。これらのステーキはサーロインやテンダーロイン同様に高級品とされている。カンザスシティのほかにはニューヨークのストリップ・ステーキも有名であるが、カンザスシティ・ストリップ・ステーキはニューヨーク・ストリップ・ステーキとよく似ており、そのため単に「ストリップ・ステーキ」と呼ぶこともある。特に名が知れていたステーキ店はストックヤード内のカンザスシティ家畜取引所の近くにあったゴールデン・オックス（Golden Ox）であった。カンザスシティ・ストックヤードはシカゴに次ぐ全米第2の規模であったが、1951年の大洪水で壊滅的な被害を受けた後、復興することなく閉鎖になった。

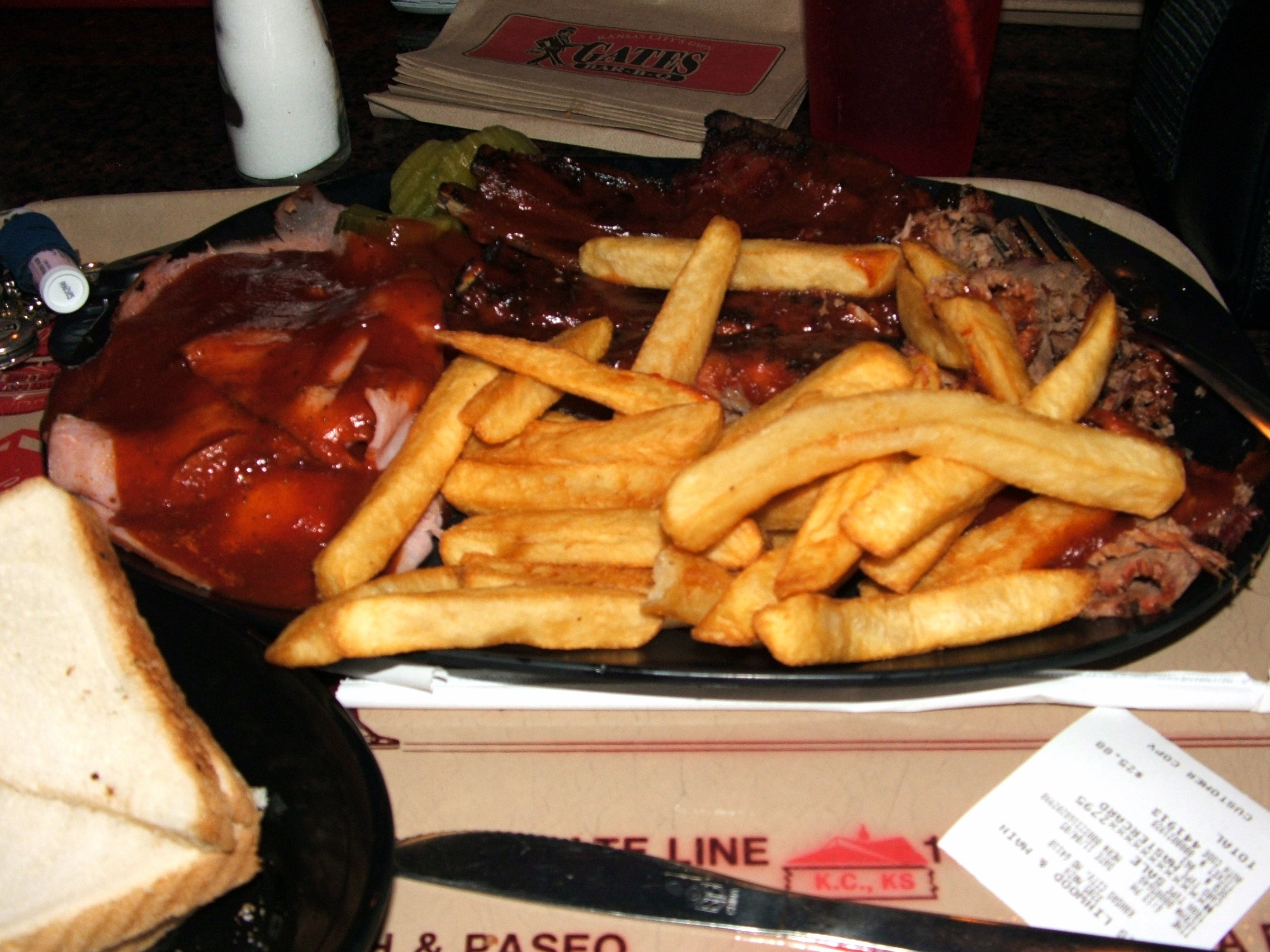
カンザスシティ・スタイルのバーベキュー

テキサスやノースカロライナ、メンフィスと並んで、カンザスシティはバーベキューでも知られ、World Capital of Barbecue（世界のバーベキューの都）と呼ばれている。カンザスシティ都市圏内には90軒以上のバーベキューレストランがある。また、毎年10月・11月に行われる家畜・馬の品評会であるアメリカン・ロイヤルでは、伝統のロデオのほかに世界最大級のバーベキューコンテストが執り行われる。
カンザスシティ・スタイルのバーベキューはもともとは1900年代初頭にヘンリー・ペリーがメンフィスから持ち込んだもので、18th・アンド・バイン地区で花開いた。アーサー・ブライアンツ（Arthur Bryant's）はペリーのレストランを引き継ぎ、甘みを加えるために糖蜜を用いた。1946年には、アーサー・ブライアンツの料理人のひとりが独立してゲイツ・アンド・サンズ・バーベキュー（Gates and Sons Bar-B-Q）を開店した。カンザスシティではこの2軒がバーベキューの老舗とされているが、2軒ともカンザスシティ都市圏外に店を構えることはなかった。
1977年、児童心理学者リッチ・デービスは、自ら調合したバーベキューソース、K・C・ソウル・スタイル・バーベキューソース（K.C. Soul Style Barbecue Sauce）のテストマーケティングを行った。デービスはこれをKCマスターピース（KC Masterpiece）と改名し、1986年にクロロックス社のキングスフォード支店に販売した。デービスはこのソースと名前を使ってのレストラン営業権を獲得し、郊外のカンザス州オーバーランドパークで営業を開始した。
フィオレラズ・ジャック・スタック・バーベキュー（Fiorella's Jack Stack Barbecue）もカンザスシティの著名なバーベキューレストランのひとつである。1957年に営業を開始したこのチェーンは、2006年11月現在カンザスシティ都市圏内に4軒のレストランを構えている。同店のバーベキューはフードチャンネルやヒストリーチャンネルでも紹介され、全米に配送されるようになった。

### スポーツ

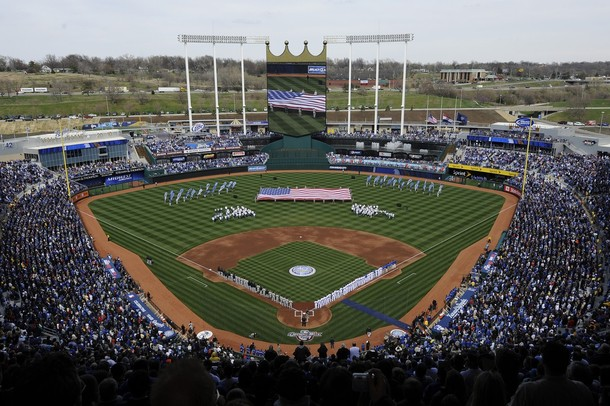
カウフマン・スタジアム

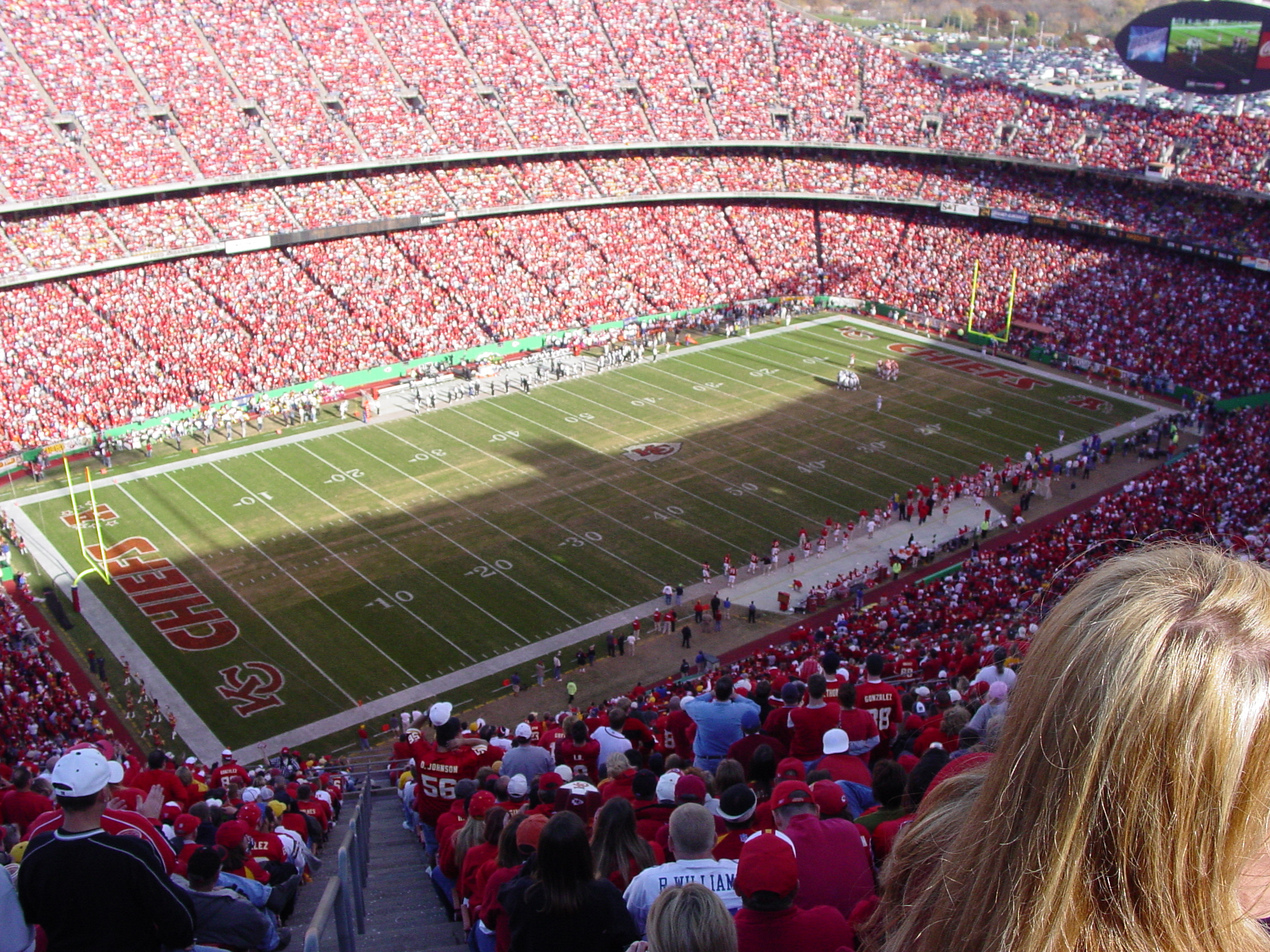
チーフスの試合で満員のアローヘッド・スタジアム

地方中枢都市であるカンザスシティにはプロスポーツもいくつかある。メジャーリーグのカンザスシティ・ロイヤルズは1969年に創設したチームで、アメリカンリーグ中地区（創設当初は西地区）に所属している。1970年代後半から1980年代にかけては、1985年にセントルイス・カージナルスを破ってワールドチャンピオンに輝いたのを含めて7回の地区優勝を飾り、黄金時代を謳歌していた。一時（1990年代、2000年代）は低迷し、勝率4割に満たないこともあったが、近年には復活し、2014年にアメリカン・リーグ優勝。2015年には、ニューヨーク・メッツを破り30年ぶり2度目のワールドチャンピオンに輝いた。ロイヤルズはカウフマン・スタジアムを本拠地としている。
一方、1960年に創設されたAFL（1970年にNFLと合併）のダラス・テキサンズが1962年にカンザスシティに移転、カンザスシティ・チーフスと改名した。チーフスは1970年、NFLとの合併前の最後のスーパーボウルで優勝。NFL合併後はAFC西地区に所属、1970年代から1980年代にかけては低迷したものの、1990年代以降は安定した成績を残し、プレーオフの常連チームとなっている。2006年にもプレーオフに出場したが、ペイトン・マニング率いるインディアナポリス・コルツに敗れた。2019年には第54回スーパーボウルに出場し、サンフランシスコ・フォーティナイナーズを破り50年ぶりに優勝を果たした。2020年も2年連続でスーパーボウルに出場した。チーフスはアローヘッド・スタジアムを本拠地としている。アローヘッド・スタジアムはカウフマン・スタジアムの隣に立地している。同じ敷地内に野球とフットボールのスタジアムが並立している例は全米でも珍しい。
アローヘッド・スタジアムはNFLのみならず、カレッジフットボールでもビッグ12カンファレンスチャンピオンシップでよく使われている。また、アローヘッド・スタジアムは2007年までメジャーリーグサッカーのカンザスシティ・ウィザーズの本拠地としても使われていた。ウィザーズは1996年のメジャーリーグサッカー開幕当初から参加しているチームの1つである。
カンザスシティ・ストックヤードの跡地に建てられたケンパー・アリーナは2006年に創設されたアリーナフットボールチーム、カンザスシティ・ブリゲードの本拠地になっている。また、ケンバー・アリーナでは男子カレッジバスケットボールのビッグ12カンファレンストーナメントがよく行われる。女子のトーナメントは隣接する市立講堂で行われることが多い。2008年以降は、ブリゲードの本拠地は新しいスプリント・センターに移った。また、2008年3月のビッグ12カンファレンストーナメントもスプリント・センターで開かれた。NBAやNHLのチームをスプリント・センターに誘致する計画も進められている。

## 人口動態

### 都市圏人口
カンザスシティの都市圏、および広域都市圏を形成する各郡の人口は以下の通りである（2010年国勢調査）。
カンザスシティ都市圏
| 郡               | 州         | 人口        |
| ---------------- | ---------- | ----------- |
| ジャクソン郡     | ミズーリ州 | 674,158人   |
| ジョンソン郡     | カンザス州 | 544,179人   |
| クレイ郡         | ミズーリ州 | 221,939人   |
| ワイアンドット郡 | カンザス州 | 157,505人   |
| カス郡           | ミズーリ州 | 99,478人    |
| プラット郡       | ミズーリ州 | 89,322人    |
| レブンワース郡   | カンザス州 | 76,227人    |
| ラファイエット郡 | ミズーリ州 | 33,381人    |
| マイアミ郡       | カンザス州 | 32,787人    |
| フランクリン郡   | カンザス州 | 25,992人    |
| レイ郡           | ミズーリ州 | 23,494人    |
| クリントン郡     | ミズーリ州 | 20,743人    |
| ベイツ郡         | ミズーリ州 | 17,049人    |
| リン郡           | カンザス州 | 9,656人     |
| コールドウェル郡 | ミズーリ州 | 9,424人     |
| 合計             | 合計       | 2,035,334人 |

カンザスシティ・オーバーランドパーク・カンザスシティ広域都市圏
| 都市圏/小都市圏            | 郡                   | 州                   | 人口        |
| -------------------------- | -------------------- | -------------------- | ----------- |
| カンザスシティ都市圏       | カンザスシティ都市圏 | カンザスシティ都市圏 | 2,035,334人 |
| ウォーレンズバーグ小都市圏 | ジョンソン郡         | ミズーリ州           | 52,595人    |
| アッチソン小都市圏         | アッチソン郡         | カンザス州           | 16,924人    |
| 合計                       | 合計                 | 合計                 | 2,104,853人 |

### 市域人口推移
以下にミズーリ州カンザスシティにおける1860年から2020年までの人口推移をグラフおよび表で示す。
| 統計年 | 人口      |
| ------ | --------- |
| 1860年 | 4,418人   |
| 1870年 | 32,260人  |
| 1880年 | 55,785人  |
| 1890年 | 132,716人 |
| 1900年 | 163,752人 |
| 1910年 | 248,381人 |
| 1920年 | 324,410人 |
| 1930年 | 399,746人 |
| 1940年 | 400,178人 |
| 1950年 | 456,622人 |
| 1960年 | 475,539人 |
| 1970年 | 507,087人 |
| 1980年 | 448,159人 |
| 1990年 | 435,146人 |
| 2000年 | 441,545人 |
| 2010年 | 459,787人 |
| 2020年 | 508,059人 |

## 姉妹都市

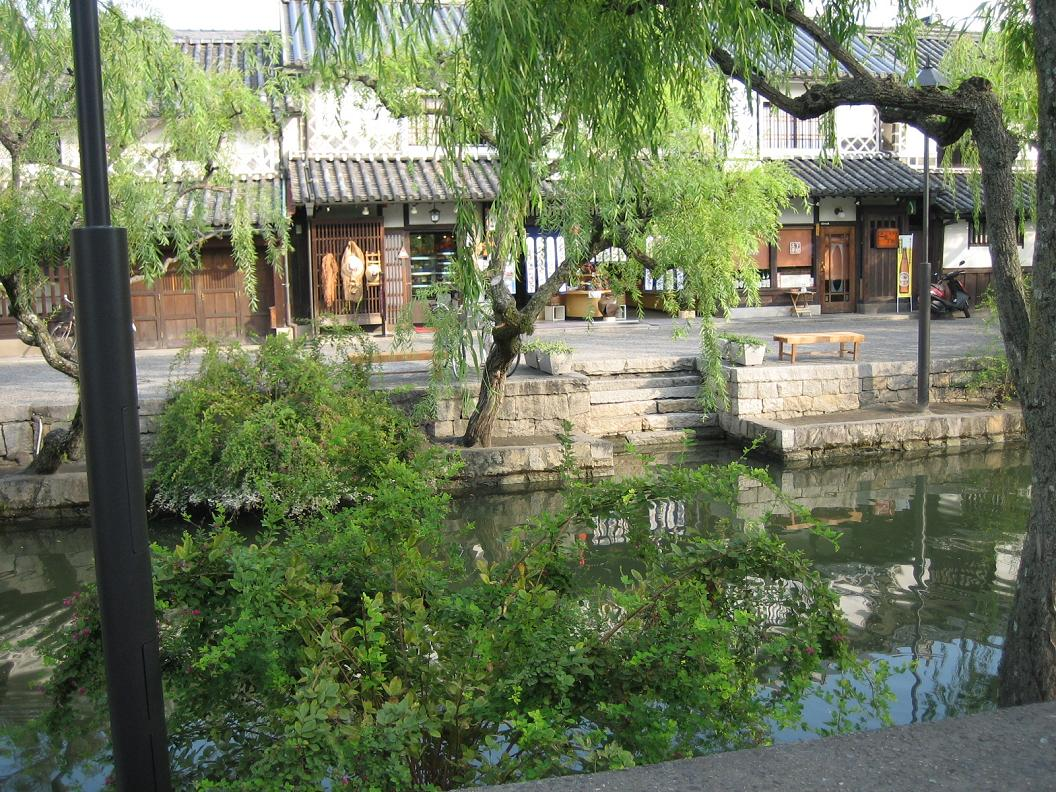
カンザスシティの姉妹都市のひとつ、倉敷市の美観地区

カンザスシティは以下の13都市と姉妹都市提携を結んでいる。
- アルーシャ（タンザニア）
- グアダラハラ（メキシコ）
- 倉敷市（日本・岡山県）
- サン・ニコラス・デ・ロス・ガルサ（メキシコ）
- 西安（中華人民共和国）
- セビリア（スペイン）
- 台南市（中華民国）
- ハノーファー（ドイツ）
- フリータウン（シエラレオネ）
- ポートハーコート（ナイジェリア）
- メス（フランス）
- モレリア（メキシコ）
- ラムラ（イスラエル）